# Elecciones municipales de 2024 en la Región de Coquimbo
Las elecciones municipales de 2024 en la Región de Coquimbo se realizaron los días 26 y 27 de octubre de 2024 para elegir a los responsables de la administración local, es decir, de las comunas. La región se compone de 15 comunas.
Estas elecciones serán las primeras elecciones municipales realizadas bajo el sistema de inscripción automática y voto obligatorio, luego de la promulgación de la Ley 21524 que restableció el voto obligatorio. Estas elecciones se realizarán paralelamente a las elecciones de gobernadores y consejeros regionales de la región, cargos creados por la Ley 21073 de 2018, y que fueron elegidos por primera vez en 2021 y 2013, respectivamente.

## Precandidaturas
| Pactos                                       | Partido                              | Candidatos |
| -------------------------------------------- | ------------------------------------ | ---------- |
| B. Izquierda Ecologista Popular              | Independientes                       | 3          |
| F. Partido Social Cristiano e Independientes | Partido Social Cristiano             | 2          |
| F. Partido Social Cristiano e Independientes | Independientes                       | 2          |
| H. Contigo Chile Mejor                       | Frente Amplio                        | 2          |
| H. Contigo Chile Mejor                       | Partido Comunista de Chile           | 1          |
| H. Contigo Chile Mejor                       | Partido Socialista de Chile          | 3          |
| H. Contigo Chile Mejor                       | Partido Demócrata Cristiano          | 2          |
| H. Contigo Chile Mejor                       | Partido Radical de Chile             | 1          |
| H. Contigo Chile Mejor                       | Federación Regionalista Verde Social | 1          |
| H. Contigo Chile Mejor                       | Independientes                       | 5          |
| P. Partido de la Gente e Independientes      | Partido de la Gente                  | 3          |
| P. Partido de la Gente e Independientes      | Independientes                       | 1          |
| R. Centro Democrático                        | Demócratas                           | 2          |
| Y. Republicanos e Independientes             | Partido Republicano de Chile         | 2          |
| Z. Chile Vamos                               | Renovación Nacional                  | 4          |
| Z. Chile Vamos                               | Unión Demócrata Independiente        | 2          |
| Z. Chile Vamos                               | Evolución Política                   | 2          |
| Z. Chile Vamos                               | Independientes                       | 2          |
| Candidaturas Independientes                  | Candidaturas Independientes          | 52         |
| Total de candidatos a alcalde                | Total de candidatos a alcalde        | 92         |

## Provincia de Elqui

### La Serena

#### Alcaldes
| Actual alcalde                  | Roberto Jacob Jure (PR)      | Roberto Jacob Jure (PR) | Roberto Jacob Jure (PR) | Roberto Jacob Jure (PR) | Roberto Jacob Jure (PR) |
| Candidato                       | Pacto                        | Partido                 | Votos                   | %                       | Resultado               |
| ------------------------------- | ---------------------------- | ----------------------- | ----------------------- | ----------------------- | ----------------------- |
| Ernesto Velasco Rodríguez       | Contigo Chile Mejor          | PR                      |                         |                         |                         |
| Daniela Norambuena Borgheresi   | Chile Vamos                  | RN                      |                         |                         |                         |
| Juan Thenoux Ciudad             | Partido de la Gente          | PDG                     |                         |                         |                         |
| Andrea Guzmán Herrera           | Partido Social Cristiano     | PSC                     |                         |                         |                         |
| Ana Iturralde Peña              | Izquierda Ecologista Popular | Ind.                    |                         |                         |                         |
| Marcelo Telias Ortíz            | Independiente                | Ind.                    |                         |                         |                         |
| Mariela Parada Enero            | Independiente                | Ind.                    |                         |                         |                         |
| Félix Velasco Ladrón de Guevara | Independiente                | Ind.                    |                         |                         |                         |
| Elizabeth Fredes Rosales        | Independiente                | Ind.                    |                         |                         |                         |
| Pamela Caimanque Espejo         | Independiente                | Ind.                    |                         |                         |                         |
| Pablo Yáñez Pizarro             | Independiente                | Ind.                    |                         |                         |                         |

### Coquimbo

#### Alcaldes
| Actual alcalde           | Alí Manouchehri Lobos (Ind.) | Alí Manouchehri Lobos (Ind.) | Alí Manouchehri Lobos (Ind.) | Alí Manouchehri Lobos (Ind.) | Alí Manouchehri Lobos (Ind.) |
| Candidato                | Pacto                        | Partido                      | Votos                        | %                            | Resultado                    |
| ------------------------ | ---------------------------- | ---------------------------- | ---------------------------- | ---------------------------- | ---------------------------- |
| Alí Manouchehri Lobos    | Contigo Chile Mejor          | Ind.                         |                              |                              |                              |
| Rosetta París Ávalos     | Chile Vamos                  | Ind.                         |                              |                              |                              |
| Guido Hernández Trujillo | Partido de la Gente          | Ind.                         |                              |                              |                              |
| Hilario Velásquez Olave  | Partido Social Cristiano     | PSC                          |                              |                              |                              |
| Óscar Collao Gutiérrez   | Izquierda Ecologista Popular | Ind.                         |                              |                              |                              |
| Felipe Velásquez Navea   | Independiente                | Ind.                         |                              |                              |                              |
| Sergio Rojas Tapia       | Independiente                | Ind.                         |                              |                              |                              |

### Andacollo

#### Alcaldes
| Actual alcalde         | Gerald Cerda Pizarro (Ind.) | Gerald Cerda Pizarro (Ind.) | Gerald Cerda Pizarro (Ind.) | Gerald Cerda Pizarro (Ind.) | Gerald Cerda Pizarro (Ind.) |
| Candidato              | Pacto                       | Partido                     | Votos                       | %                           | Resultado                   |
| ---------------------- | --------------------------- | --------------------------- | --------------------------- | --------------------------- | --------------------------- |
| Gerald Cerda Pizarro   | Independiente               | Ind.                        |                             |                             |                             |
| Juan Alfaro Aravena    | Contigo Chile Mejor         | PS                          |                             |                             |                             |
| Ángela Guerra Araya    | Chile Vamos                 | EVO                         |                             |                             |                             |
| Magaly González Lucay  | Independiente               | Ind.                        |                             |                             |                             |
| Dixon Pastén Guerrero  | Independiente               | Ind.                        |                             |                             |                             |
| Mauricio Carmona Bravo | Independiente               | Ind.                        |                             |                             |                             |
| Carlos Pérez Suárez    | Independiente               | Ind.                        |                             |                             |                             |

### La Higuera

#### Alcaldes
| Actual alcalde          | Yerko Galleguillos Ossandón (UDI) | Yerko Galleguillos Ossandón (UDI) | Yerko Galleguillos Ossandón (UDI) | Yerko Galleguillos Ossandón (UDI) | Yerko Galleguillos Ossandón (UDI) |
| Candidato               | Pacto                             | Partido                           | Votos                             | %                                 | Resultado                         |
| ----------------------- | --------------------------------- | --------------------------------- | --------------------------------- | --------------------------------- | --------------------------------- |
| Uberlinda Aquea Barraza | Contigo Chile Mejor               | PS                                |                                   |                                   |                                   |
| Rosita Guzmán Sasmaya   | Independiente                     | Ind.                              |                                   |                                   |                                   |
| Carlos Flores González  | Independiente                     | Ind.                              |                                   |                                   |                                   |

### Paihuano

#### Alcaldes
| Actual alcalde           | Hernán Ahumada Ahumada (RN) | Hernán Ahumada Ahumada (RN) | Hernán Ahumada Ahumada (RN) | Hernán Ahumada Ahumada (RN) | Hernán Ahumada Ahumada (RN) |
| Candidato                | Pacto                       | Partido                     | Votos                       | %                           | Resultado                   |
| ------------------------ | --------------------------- | --------------------------- | --------------------------- | --------------------------- | --------------------------- |
| Hernán Ahumada Ahumada   | Chile Vamos                 | RN                          |                             |                             |                             |
| Rosa Pinto Rojas         | Contigo Chile Mejor         | FRVS                        |                             |                             |                             |
| Julio Rodríguez Álvarez  | Independiente               | Ind.                        |                             |                             |                             |
| Patricia Ardiles Órdenes | Independiente               | Ind.                        |                             |                             |                             |

### Vicuña

#### Alcaldes
| Actual alcalde         | Rafael Vera Castillo (DC) | Rafael Vera Castillo (DC) | Rafael Vera Castillo (DC) | Rafael Vera Castillo (DC) | Rafael Vera Castillo (DC) |
| Candidato              | Pacto                     | Partido                   | Votos                     | %                         | Resultado                 |
| ---------------------- | ------------------------- | ------------------------- | ------------------------- | ------------------------- | ------------------------- |
| Kether Gómez Pastén    | Contigo Chile Mejor       | Ind.                      |                           |                           |                           |
| Mario Aros Carvajal    | Chile Vamos               | Ind.                      |                           |                           |                           |
| Silvio Mattos Araya    | Partido Social Cristiano  | PSC                       |                           |                           |                           |
| Marta Castillo Castro  | Independiente             | Ind.                      |                           |                           |                           |
| Rodrigo Alcayaga Rojas | Independiente             | Ind.                      |                           |                           |                           |
| Yermán Rojas Castillo  | Independiente             | Ind.                      |                           |                           |                           |

## Provincia de Choapa

### Illapel

#### Alcaldes
| Actual alcalde             | Denis Cortés Aguilera (DC) | Denis Cortés Aguilera (DC) | Denis Cortés Aguilera (DC) | Denis Cortés Aguilera (DC) | Denis Cortés Aguilera (DC) |
| Candidato                  | Pacto                      | Partido                    | Votos                      | %                          | Resultado                  |
| -------------------------- | -------------------------- | -------------------------- | -------------------------- | -------------------------- | -------------------------- |
| Denis Cortés Aguilera      | Contigo Chile Mejor        | DC                         |                            |                            |                            |
| Hermosina Mánquez Olivares | Partido de la Gente        | PDG                        |                            |                            |                            |
| Fabián Olivares Hidalgo    | Independiente              | Ind.                       |                            |                            |                            |
| Luis Lemus Aracena         | Independiente              | Ind.                       |                            |                            |                            |

### Canela

#### Alcaldes
| Actual alcalde         | Bernardo Leyton Lemus (PCCh) | Bernardo Leyton Lemus (PCCh) | Bernardo Leyton Lemus (PCCh) | Bernardo Leyton Lemus (PCCh) | Bernardo Leyton Lemus (PCCh) |
| Candidato              | Pacto                        | Partido                      | Votos                        | %                            | Resultado                    |
| ---------------------- | ---------------------------- | ---------------------------- | ---------------------------- | ---------------------------- | ---------------------------- |
| Manuel Navarro Vega    | Contigo Chile Mejor          | PCCh                         |                              |                              |                              |
| Rubén Cortés Campusano | Independiente                | Ind.                         |                              |                              |                              |
| Néstor Valle Tapia     | Independiente                | Ind.                         |                              |                              |                              |
| Waldo Contreras Valdés | Independiente                | Ind.                         |                              |                              |                              |

### Los Vilos

#### Alcaldes
| Actual alcalde             | Christian Gross Hidalgo (PS) | Christian Gross Hidalgo (PS) | Christian Gross Hidalgo (PS) | Christian Gross Hidalgo (PS) | Christian Gross Hidalgo (PS) |
| Candidato                  | Pacto                        | Partido                      | Votos                        | %                            | Resultado                    |
| -------------------------- | ---------------------------- | ---------------------------- | ---------------------------- | ---------------------------- | ---------------------------- |
| Christian Gross Hidalgo    | Contigo Chile Mejor          | PS                           |                              |                              |                              |
| Jaime Herrera Flores       | Chile Vamos                  | RN                           |                              |                              |                              |
| Isolda Díaz Martínez       | Izquierda Ecologista Popular | Ind.                         |                              |                              |                              |
| Hugo Valdebenito Huerta    | Independiente                | Ind.                         |                              |                              |                              |
| Álvaro Sanhueza Maripangue | Independiente                | Ind.                         |                              |                              |                              |
| Héctor San Martín Rojas    | Independiente                | Ind.                         |                              |                              |                              |

### Salamanca

#### Alcaldes
| Actual alcalde             | Gerardo Rojas Escudero (Ind.) | Gerardo Rojas Escudero (Ind.) | Gerardo Rojas Escudero (Ind.) | Gerardo Rojas Escudero (Ind.) | Gerardo Rojas Escudero (Ind.) |
| Candidato                  | Pacto                         | Partido                       | Votos                         | %                             | Resultado                     |
| -------------------------- | ----------------------------- | ----------------------------- | ----------------------------- | ----------------------------- | ----------------------------- |
| Gerardo Rojas Escudero     | Contigo Chile Mejor           | Ind.                          |                               |                               |                               |
| Vinka Pusich Camacho       | Chile Vamos                   | RN                            |                               |                               |                               |
| Aarón Aguilera Cortés      | Republicanos                  | PRCh                          |                               |                               |                               |
| Alejandro Tello Arata      | Independiente                 | Ind.                          |                               |                               |                               |
| Alejandra Henríquez Cuevas | Independiente                 | Ind.                          |                               |                               |                               |
| Wilson González Ramírez    | Independiente                 | Ind.                          |                               |                               |                               |
| Omar Álamos Calderón       | Independiente                 | Ind.                          |                               |                               |                               |
| Carlos Lillo Álamos        | Independiente                 | Ind.                          |                               |                               |                               |

## Provincia de Limarí

### Ovalle

#### Alcaldes
| Actual alcalde            | Jonathan Acuña Rojas (DC) | Jonathan Acuña Rojas (DC) | Jonathan Acuña Rojas (DC) | Jonathan Acuña Rojas (DC) | Jonathan Acuña Rojas (DC) |
| Candidato                 | Pacto                     | Partido                   | Votos                     | %                         | Resultado                 |
| ------------------------- | ------------------------- | ------------------------- | ------------------------- | ------------------------- | ------------------------- |
| Jonathan Acuña Rojas      | Contigo Chile Mejor       | DC                        |                           |                           |                           |
| María Godoy Milla         | Partido Social Cristiano  | Ind.                      |                           |                           |                           |
| Carlos Araya Bugueño      | Centro Democrático        | DEM                       |                           |                           |                           |
| Héctor Vega Campusano     | Independiente             | Ind.                      |                           |                           |                           |
| Francisco Morgado Salfate | Independiente             | Ind.                      |                           |                           |                           |
| Ricardo González González | Independiente             | Ind.                      |                           |                           |                           |

### Combarbalá

#### Alcaldes
| Actual alcalde          | Pedro Castillo Díaz (Ind.) | Pedro Castillo Díaz (Ind.) | Pedro Castillo Díaz (Ind.) | Pedro Castillo Díaz (Ind.) | Pedro Castillo Díaz (Ind.) |
| Candidato               | Pacto                      | Partido                    | Votos                      | %                          | Resultado                  |
| ----------------------- | -------------------------- | -------------------------- | -------------------------- | -------------------------- | -------------------------- |
| Juan Fuentes Fernández  | Contigo Chile Mejor        | FA                         |                            |                            |                            |
| Juan Adonis Álvarez     | Centro Democrático         | DEM                        |                            |                            |                            |
| Juana Sarmiento Acosta  | Independiente              | Ind.                       |                            |                            |                            |
| Juan Araya Araya        | Independiente              | Ind.                       |                            |                            |                            |
| Solercio Rojas Aguirre  | Independiente              | Ind.                       |                            |                            |                            |
| Renán Ugalde Meza       | Independiente              | Ind.                       |                            |                            |                            |
| Elizabeth Salinas Valle | Independiente              | Ind.                       |                            |                            |                            |
| Marta Carvajal Cortés   | Independiente              | Ind.                       |                            |                            |                            |

### Monte Patria

#### Alcaldes
| Actual alcalde           | Christian Herrera Peña (Ind.) | Christian Herrera Peña (Ind.) | Christian Herrera Peña (Ind.) | Christian Herrera Peña (Ind.) | Christian Herrera Peña (Ind.) |
| Candidato                | Pacto                         | Partido                       | Votos                         | %                             | Resultado                     |
| ------------------------ | ----------------------------- | ----------------------------- | ----------------------------- | ----------------------------- | ----------------------------- |
| Christian Herrera Peña   | Contigo Chile Mejor           | Ind.                          |                               |                               |                               |
| Nicolas Araya Astudillo  | Chile Vamos                   | UDI                           |                               |                               |                               |
| Camilo Ossandón Espinoza | Independiente                 | Ind.                          |                               |                               |                               |
| Pía Galleguillos Ogaldo  | Independiente                 | Ind.                          |                               |                               |                               |

### Punitaqui

#### Alcaldes
| Actual alcalde           | Carlos Araya Bugueño (Ind.) | Carlos Araya Bugueño (Ind.) | Carlos Araya Bugueño (Ind.) | Carlos Araya Bugueño (Ind.) | Carlos Araya Bugueño (Ind.) |
| Candidato                | Pacto                       | Partido                     | Votos                       | %                           | Resultado                   |
| ------------------------ | --------------------------- | --------------------------- | --------------------------- | --------------------------- | --------------------------- |
| Camila Rojas Honores     | Contigo Chile Mejor         | FA                          |                             |                             |                             |
| Marío Ortíz Cabezas      | Chile Vamos                 | EVO                         |                             |                             |                             |
| Carlos Faggani Carmona   | Partido de la Gente         | PDG                         |                             |                             |                             |
| Pedro Araya Zepeda       | Independiente               | Ind.                        |                             |                             |                             |
| Adolfo Oyarce Tapia      | Independiente               | Ind.                        |                             |                             |                             |
| Pedro Valdivia Ramírez   | Independiente               | Ind.                        |                             |                             |                             |
| Carlos Prado Rubo        | Independiente               | Ind.                        |                             |                             |                             |
| Rodolfo Campusano Donozo | Independiente               | Ind.                        |                             |                             |                             |
| Alberto Gallardo Flores  | Independiente               | Ind.                        |                             |                             |                             |
| Jonathan Díaz Figueroa   | Independiente               | Ind.                        |                             |                             |                             |

### Río Hurtado

#### Alcaldes
| Actual alcalde               | Carmen Olivares de la Rivera (Ind.) | Carmen Olivares de la Rivera (Ind.) | Carmen Olivares de la Rivera (Ind.) | Carmen Olivares de la Rivera (Ind.) | Carmen Olivares de la Rivera (Ind.) |
| Candidato                    | Pacto                               | Partido                             | Votos                               | %                                   | Resultado                           |
| ---------------------------- | ----------------------------------- | ----------------------------------- | ----------------------------------- | ----------------------------------- | ----------------------------------- |
| Carmen Olivares de la Rivera | Contigo Chile Mejor                 | Ind.                                |                                     |                                     |                                     |
| Luis Vega González           | Chile Vamos                         | UDI                                 |                                     |                                     |                                     |
| Salvador Vega Segovia        | Republicanos                        | PRCh                                |                                     |                                     |                                     |
| Diego Milla Yáñez            | Independiente                       | Ind.                                |                                     |                                     |                                     |